# 三田市立武庫小学校
三田市立武庫小学校（さんだしりつ むこしょうがっこう）は、兵庫県三田市武庫が丘四丁目にある市立小学校。

## 概要
三田市のニュータウン開発で1981年（昭和56年）北摂三田ニュータウンのフラワータウン中央・北地区の起工がおこなわれ、住宅への入居が始まり、その宅地開発にともないニュータウンでは一番早く開校した小学校で1982年（昭和57年）に開校した。2011年（平成23年）4月時点での児童数は572名で、そのうち新入生は98名で、学校周辺の住宅開発が落ち着いていることもあり、児童数は横ばいか減少傾向にある。委員会活動では校内ビオトープづくりの活動も推進し、隣接する三田谷公園の生物の生態調査などの活動も行っている。2012年（平成24年）には開校30周年を迎えている。

## 沿革
- 1982年 開校
- 2012年 創立30周年

## 通学区域
- 三田市[1]
  - 武庫が丘一丁目、武庫が丘二丁目、武庫が丘三丁目、武庫が丘四丁目、武庫が丘五丁目、武庫が丘六丁目、武 庫が丘七丁目、武庫が丘八丁目、下深田14番地、22番地の1から3まで、23番地（23番地の１を除く。）から 26番地まで、36番地（36番地の19を除く。）、42番地、57番地、746番地、750番地の13及び755番地の3から 5まで

## 進学先中学校
- 三田市立狭間中学校[1]